# Apalis de collar negra
L'apalis de coll negra (Oreolais pulcher) és una espècie d'ocell de la família dels cisticòlids (Cisticolidae). Es troba als boscos dels altiplans del Camerun, a l'oest de Kenya i en la selva montana de la falla Albertina.

## Descripció
És un ocells prim, bonic i de cua llarga amb les parts superiors grises i les inferiors majoritàriament blanques, una banda negra al pit i flancs vermellosos. Es troba al sotabosc i a les vores del bosc montà. Normalment en parelles o grups petits, i s'uneix fàcilment a estols mixtos. No se sap que se superposi en distribució amb l'apalis del Rwenzori (Oreolais ruwenzorii) i es diferencia per tenir la gola blanca en lloc de beix, i blancs a la part exterior de la cua. Té una banda negra al pit com l'apalis capnegra (Apalis melanocephala), però separada per molts detalls, com ara l'esquena grisa i els flancs rugosos.

## Taxonomia
L'apalis de coll negra anteriorment estava classificat en el gènere Apalis, però es va traslladar al nou gènere Oreolais quan es va demostrar que Apalis era polifilètic.
Segons la Classificació del Congrés Ornitològic Internacional (versió 15.1, 2025) aquesta espècie conté dues subespècies:
- O. p. pulcher (Sharpe, 1891) - sud-est de Nigèria fins el sud de Sudan i Kenya.
- O. p. murphyi (Chapin, 1932) - sud-est de la República Democràtica del Congo.

## Refències
1. ↑  «Apalis de collar negra». Cercaterm.  TERMCAT, Centre de Terminologia. [Consulta: 5 maig 2025].(català)
2. ↑  «2024 Citation & Downloadable Checklists».   Clements Checklist. [Consulta: 5 maig 2025].
3. ↑  «apalis de collar negra».   eBird. [Consulta: 5 maig 2025].
4. ↑  Nguembock, Billy; Fjeldså, Jon; Couloux, Arnaud; Cruaud, Corinne; Pasquet, Eric «Polyphyly of the genus Apalis and a new generic name for the species pulchra and ruwenzorii» (en anglès). Ibis, 150, 4, 10-2008, pàg. 756–765. DOI: 10.1111/j.1474-919X.2008.00852.x. ISSN: 0019-1019.
5. ↑  Gill, Frank; Donsker, David. «Grassbirds, Donacobius, tetrakas, cisticolas, allies – IOC World Bird List» (en anglès).   IOC World Bird List v15.1, 20-02-2025. [Consulta: 5 maig 2025].